# 3YE
3YE (써드아이; pronunciado Third Eye) es un grupo de chicas surcoreano formado por GH Entertainment en 2019. El grupo debutó el 21 de mayo de 2019, con el sencillo digital DMT (Do Ma Thing).

## Historia
Antes de la formación del grupo, todas las miembros del grupo fueron parte del anterior grupo de chicas de GH Entertainment, Apple.B. Antes de convertirse en una aprendiz bajo GH Entertainment, Yuji además había participado en K-pop Star 2 y Kara Project. El trío debutó el 21 de mayo de 2019 con su primer sencillo digital, DMT (Do Ma Thing). Su segundo sencillo digital, OOMM (Out of My Mind), se lanzó el 17 de septiembre de 2019. En noviembre de 2019, ganaron el premio a Idol Más Anticipado (Most Anticipated Idol Award) en los KY Star Awards. Su tercer sencillo digital, Queen, fue lanzado el 21 de febrero de 2020, seguido por su primer EP, Triangle, el 29 de junio de 2020. El 14 de julio de 2020 lanzaron el sencillo digital especial de verano, Summer Special, que incluía la canción Like This Summer.
El 29 de marzo de 2021,  se anunció que iban a hacer su regreso con un sencillo titulado "Stalker", el cual se lanzó el 1 de abril.

## Miembros
- Yuji (유지)
- Yurim (유림)
- Haeun (하은)

## Discografía

### EPs
| Título   | Detalles de álbum                                                                                    | Posicionamiento en listas | Ventas       |
| Título   | Detalles de álbum                                                                                    | COR                       | Ventas       |
| -------- | --- | ------------------------- | ------------ |
| Triangle | - Lanzamiento: 29 de junio de 2020 - Discográfica: GH Entertainment - Formatos: CD, descarga digital | 48                        | - COR: 1,500 |

### Sencillos
| "DMT (Do Ma Thing)"                                                       | 2019 | — | Triangle |
| "OOMM (Out of My Mind)"                                                   | 2019 | — | Triangle |
| "Queen"                                                                   | 2020 | — | Triangle |
| "Yessir"                                                                  | 2020 | — | Triangle |
| "Like This Summer"                                                        | 2020 | — | S/A      |
| "Stalker"                                                                 | 2021 | — | S/A      |
| "—" Denota libera aquello no gráfico o no fue liberado en aquella región. |      |   |          |

## Premios y nominaciones
| Ceremonia de premios   | Año  | Categoría            | Nominado(s)/trabajo(s) | Resultado | Ref.  |
| ---------------------- | ---- | -------------------- | ---------------------- | --------- | ----- |
| KY Premios de estrella | 2019 | Ídolo más Anticipado | 3YE                    | Ganadoras | [ 6 ] |